# Penstemon montanus
Espèce
Penstemon montanus  est une espèce de plantes de la famille des Plantaginacées, originaire d'Amérique du Nord. Elle est connue sous le nom de      Cordroot Beardtongue en anglais.

## Description
Cette espèce est pérenne et peut atteindre 30cm.